# Daljan
Daljan es un pueblo de la municipalidad de Donji Vakuf, en el cantón de Bosnia Central, Bosnia y Herzegovina.

## Superficie
Posee una superficie de 0,80 kilómetros cuadrados.

## Demografía
Hasta 2013 la población era de 236 habitantes, con una densidad de población de 293,3 habitantes por kilómetro cuadrado.